# James the Alderman
James the Alderman (auch Jacob Alderman oder James Blund) († nach 1217) war ein englischer Kaufmann. Er war 1216 oder 1217 Mayor von London.
Über James the Alderman ist nur wenig bekannt. Er entstammte der Familie Blund, einer reichen Londoner Kaufmannsfamilie. Er war ein jüngerer, möglicherweise der jüngste Sohn von Bartholomew Blund († vor 1201), einem Alderman der City of London. Zu seinen Brüdern gehörte der Alderman Robert Blund und Henry of London, der spätere Erzbischof von Dublin. James diente von 1199 bis 1200 als Sheriff von London. Während des Ersten Kriegs der Barone wurde er Ostern 1216 als Nachfolger von William Hardel Mayor of London. In dem Krieg stand die City of London auf der Seite der rebellierenden Barone, die gegen König Johann Ohneland kämpften. Dabei unterstützte er den französischen Thronfolger Ludwig, dem die Rebellen die englische Krone angeboten hatten. Bereits Pfingsten 1216 wurde er unter Umständen, die nicht mehr geklärt werden können, als Mayor abgesetzt. Sein Nachfolger wurde Salomon de Basing. Nach anderen Angaben wurde er erst Ostern 1217 zum Mayor gewählt und dann Pfingsten 1217 wieder abgesetzt.